# Casamento entre pessoas do mesmo sexo no Uruguai
O casamento entre pessoas do mesmo sexo no Uruguai é reconhecido desde a aprovação do projeto de lei chamado de "casamento igual", que recebeu a aprovação final em 10 de abril de 2013. Assim, o Uruguai tornou-se o décimo segundo país do mundo a permitir o casamento entre pessoas do mesmo sexo, e o segundo na América Latina a permitir tal ação, depois que a Argentina o fez, em 2010.
Até 2013, o Código Civil Uruguaio, datado de 1886, afirmava que a instituição do casamento era permitida apenas para um casal de homem e mulher. Os primeiros reconhecimentos de união matrimonial de cônjuges do mesmo sexo, foram registradas a partir de 5 de agosto de 2013.
A primeira cerimônia foi realizada às oito horas, no mesmo dia em que as uniões foram permitidas sob a égide do conceito legal de "casamento in extremis", que ocorre quando as condições de legislação não permitem que o processo normal requer uma espera de cerca de dez dias úteis entre a inscrição e a celebração. O procedimento é então sujeito à validação judicial posterior. O casamento foi oficiado em um hospital em Montevidéu, com a presença de testemunhas e outros parentes dos cônjuges.

## Histórico

### Apresentação do projeto de lei
Em 25 de maio de 2009, o senador Percovich anunciou que, se a Frente Ampla ganhasse as eleições presidenciais daquele ano, apresentaria um projeto de lei a fim de permitir os casamentos, independentemente da questão sexual. Em outubro do mesmo ano, a Frente Ampla ganhou as eleições com maioria absoluta em ambas as casas, e José Mujica, o candidato da Frente Ampla, foi eleito presidente depois de vencer o segundo turno.
Em julho de 2010, a Assembleia Legislativa anunciou a promoção de um projeto de lei para permitir o casamento entre pessoas do mesmo sexo.

### Discussão na Câmara dos Representantes
Em 6 de dezembro de 2012, após um ano e meio de discussão, a Comissão de Constituição e Códigos aprovou, com oito votos a favor e um voto contra, o matrimônio igualitário proposto. O projeto foi aprovado também pelos membros da Frente Ampla e do Partido Colorado, exceto Gustavo Borsari, que se opôs ao projeto. O deputado Pablo Iturralde foi o relator do projeto.
Em 12 de dezembro de 2012, a lei recebeu aprovação preliminar no plenário da Câmara dos Deputados por 81 votos a favor, 6 contra e 12 ausências.